# Saúde e Nudismo
Saúde e Nudismo foi uma revista naturista brasileira, fundada no Rio de Janeiro em 1952.

## Histórico
A revista da editora Rio de Janeiro surgiu em 1952, com o slogan "alma sã e corpo são" e edição do médico José Fernando Vasconcellos Carreira. Ela durou o total de 19 edições.
Nos anos 1950, houve grande perseguição ao naturismo, e a Delegacia de Costumes apreendeu muitas das edições da revista. Para combater a censura, a revista passou a ser vendida dentro de envelopes.

## Conteúdo
Normalmente, a capa da revista era colorida e o conteúdo era em preto e branco.
A revista publicava imagens de mulheres nuas e fazendo exercícios físicos, com matérias sobre supostos benefícios da nudez a saúde e a beleza. Apesar da nudez, a revista negava publicar conteúdo pornográfico. Ela também evidenciava um tipo de beleza que fugia do padrão da época, buscando um belo "mais autêntico" e que envolvesse o corpo inteiro, contrapondo-se ao uso da maquiagem e o amplo foco no rosto. Em contrapartida, supostos defeitos nos corpos deveriam ser ignorados, já que todas as pessoas os possuíam e “a própria natureza do Nudismo os deixa de fora”. A revista também pregava o nudismo em uma dimensão espiritual.

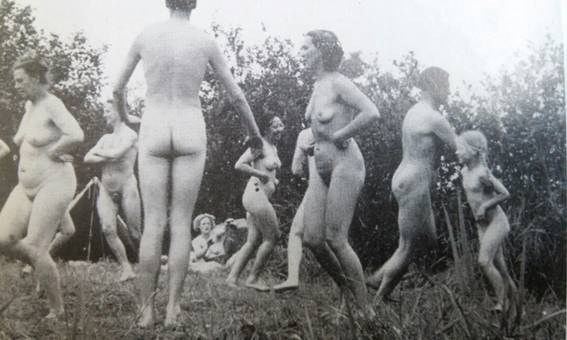
Imagem publicada pela revista em 1953, com o objetivo de afastar a ideia de que seria uma revista pornográfica.

A nudez infantil também era propagada pela revista. Era pregada a ideia da criança nua em paz ao meio da natureza. A criação da famíia em campos de nudez era incentivada, incluindo dentro de preceitos cristãos. Na edição de número 12, a revista afirmou que “Diga-lhe que Deus está onde habita a higiene e a saúde mora nos corpos que se alimentam bem”.
Além do nudismo, a revista propagava o vegetarianismo, ginástica, banho de mar, heliopatia, prevenção de doenças venéreas e outras práticas alegadamente saudáveis. Também havia a publicação de campos de nudismo europeus. A revista chegou a oferecer um sorteio de viagem para passar 15 dias em um dos campos para quem coletasse os 12 cupons das edições publicadas até então. Vários destes artigos eram escritos por médicos que assinavam com pseudônimos.
Estudos apontam que a revista publicava a nudez feminina sob a perspectiva masculina. A revista evidenciava a permissão do marido nas práticas nudistas e pregava que as mulheres que não aderiram ao movimento eram vaidosas e frívolas, além de ausentes de uma suposta graciosidade e simplicidade.